# Charlie Buckingham
Charlie Buckingham (Newport Beach, 16 gennaio 1989) è un velista statunitense, che ha rappresentato gli Stati Uniti ai Giochi olimpici di Rio de Janeiro 2016 nella classe Laser.